# Watson (Mondkrater)
Watson ist ein Einschlagkrater auf der Mondrückseite.
Der Krater Watson liegt im Süden der erdabgewandten Mondseite, er liegt nördlich des riesigen Kraters Zeeman, südöstlich von Lippmann und südwestlich von Fizeau. In nächster Nähe, im südöstlichen Kraterwall angrenzend, befindet sich der 2024 benannte Galimov.
Der Krater ist stark erodiert und entsprechend alt, seine Entstehungszeit wird der pränektarischen Periode zugerechnet.
Watson hat einen Nebenkrater:
| Buchstabe | Position           | Durchmesser | Link |
| --------- | ------------------ | ----------- | ---- |
| G         | 63,2° S, 120,26° W | 31 km       |      |

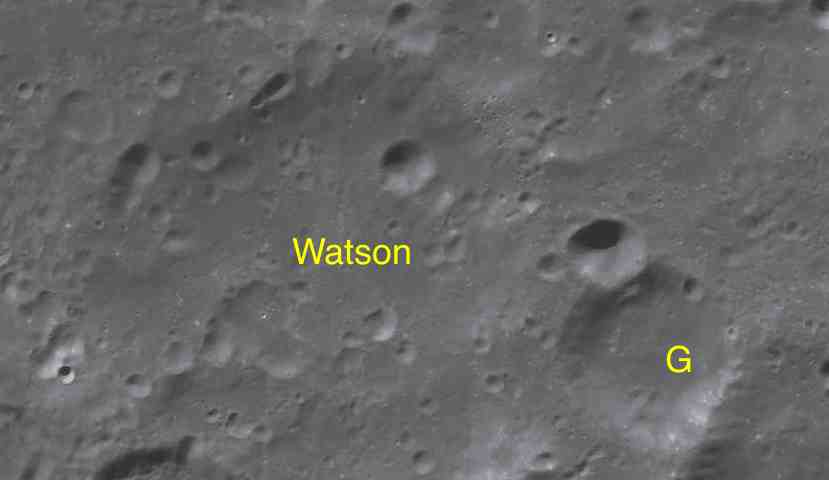
Watson mit seinem Nebenkrater

Der Krater wurde 1970 von der IAU offiziell nach dem US-amerikanischen Astronomen James Craig Watson benannt.